# Batajsk
Batajsk (russisk: Батайск, tr. Batajsk) er en by i det vestlige Rusland, beliggende i Rostov oblast med  124.987(2024) indbyggere. Batajsk blev grundlagt 1769 .

## Erhverv
Erhvervslivet i Batajsk er tæt sammenvævet med den nærliggende Rostov ved Don, men i selve Batajsk findes fødevareindustri og tekstilindustri.